# Ecuación de Slutski
En economía, la ecuación de Slutski (o identidad de Slutski), denominada a partir del matemático, estadístico y economista ucraniano Yevgueni Slutski (1880-1948), describe cambios en la demanda Marshalliana en relación con la demanda Hicksiana.
La matriz de Slutsky o Descomposición de Slutsky es un método para determinar la derivación de la función de demanda Hicksiana fundamentalmente inobservable para el precio de la demanda Marshall potencialmente observable; la ecuación resultante se llama ecuación de Slutsky. Resulta que la descomposición de Slutsky puede romper el cambio en la demanda de un bien causado por un cambio de precio en una sustitución y un efecto de ingresos.
En otras palabras demuestra que los cambios en la demanda como consecuencia de cambios en el precio son el resultado de dos efectos:
- un efecto sustitución, resultado de un cambio en la tasa de sustitución entre dos bienes; y
- un efecto renta, el efecto del cambio en el precio resulta en un cambio en el poder adquisitivo del consumidor.

Cada elemento de la matriz de Slutsky viene dado por 

{\displaystyle {\partial x_{i}(p,w) \over \partial p_{j}}={\partial h_{i}(p,u) \over \partial p_{j}}-{\partial x_{i}(p,w) \over \partial w}x_{j}(p,w),\,}

donde:
- {\displaystyle h(p,u)} es la demanda Hicksiana y
- {\displaystyle x(p,w)} es la demanda Marshalliana, a un nivel de precios p, un nivel de riqueza w y un nivel de utilidad u.

El primer elemento representa el efecto sustitución, y el segundo elemento representa el efecto renta.
La misma ecuación puede reescribirse como:

{\displaystyle D_{p}x(p,w)=D_{p}h(p,u)-D_{w}x(p,w)x(p,w)^{\top },\,}

donde Dp es la derivada con respecto al precio y Dw es la derivada con respecto a la riqueza.
La ecuación {\displaystyle D_{p}h(p,u)} se conoce como la ecuación de Slutsky.

## Derivación
Si bien existen diferentes maneras para derivar la ecuación de Slutsky, el siguiente método es generalmente considerado ser el más simple. Se comienza notando la relación {\displaystyle h_{i}(p,u)=x_{i}(p,e(p,u))} donde {\displaystyle e(p,u)} es la función de gasto. Diferenciando la ecuación anterior da lo siguiente:

{\displaystyle {\frac {\partial h_{i}(p,u)}{\partial p_{j}}}={\frac {\partial x_{i}(p,e(p,u))}{\partial p_{j}}}+{\frac {\partial x_{i}(p,e(p,u))}{\partial e(p,u)}}\times {\frac {\partial e(p,u)}{\partial p_{j}}}}

Haciendo uso del hecho de que {\displaystyle e(p,u)=w} y 
{\displaystyle {\frac {\partial e(p,u)}{\partial p_{j}}}=h_{j}(p,u)=h_{j}(p,v(p,w))=x_{j}(p,w)} donde {\displaystyle v(p,w)} es la función de utilidad indirecta, puede sustituirse y reescribir la derivada anterior como la ecuación de Slutsky.